# Municipio de Saline (condado de Pike)
El municipio de Saline (en inglés: Saline Township) es un municipio ubicado en el condado de Pike en el estado estadounidense de Arkansas. En el año 2010 tenía una población de 404 habitantes y una densidad poblacional de 4,93 personas por km².

## Geografía
El municipio de Saline se encuentra ubicado en las coordenadas 33°59′28″N 93°33′14″O / 33.99111, -93.55389. Según la Oficina del Censo de los Estados Unidos, el municipio tiene una superficie total de 81.9 km², de la cual 81,41 km² corresponden a tierra firme y (0,59 %) 0,48 km² es agua.

## Demografía
Según el censo de 2010, había 404 personas residiendo en el municipio de Saline. La densidad de población era de 4,93 hab./km². De los 404 habitantes, el municipio de Saline estaba compuesto por el 98,51 % blancos, el 0,25 % eran amerindios, el 0,5 % eran de otras razas y el 0,74 % eran de una mezcla de razas. Del total de la población el 1,73 % eran hispanos o latinos de cualquier raza.